# オフィスノアール
オフィスノアール（OFFICE NOIR）は、福岡県福岡市桜坂に本社を置く日本のモデルエージェンシー、タレント事務所。創設者は竹田麻紀。過去に女優の吉瀬美智子、橘慶太（w-inds.）が在籍していた。

## 概要
19歳から5年間、福岡でモデル活動を開始した竹田麻紀が数々のショー、スチールの仕事を経て1983年24歳で上京。東京のモデルエージェンシーに所属し、全盛期だった東京コレクションに数多く出演。30歳で帰福した竹田は福岡から華やかさを備えたモデルを世に送り出したいと、1991年3月1日モデルエージェンシー・オフィスノアールを設立した。
設立34年、現在では九州一の老舗モデル・タレント事務所となった。所属者数は男性8名、女性21名、ミセス/シニア30名、キッズ14名、マネージャー3名（2024年2月19日現在）。
2019年まで毎年自社主催のファッションショー『MAKI NIGHT』を開催し、NOIR（オフィスノアール）に所属するモデルは総出演する。
現在は映像を中心に俳優や、テレビリポーターが多く所属する

## 略歴
- 1991年 - 会社登記設立から所属していたのが、唯一のキッズモデル橘慶太（当時6歳、現在のw-inds.メンバー）と葉月（モデル・ウォーキング講師）。竹田麻紀と橘家とは慶太が生まれた当時から家族ぐるみの知り合いだった。
- 1995年 - 竹田麻紀が事務所の前のレストランでスカウトし、吉瀬美智子所属（当時芸名：小雪）。西日本最大のディスコ「マリアクラブ」でFM福岡、冬野観光、オフィスノアールの共同主催ファッションイベント『MAKINIGHT』がスタート。その後、年2回開催して5年間続いた。葉月がニューヨークに渡米、FENDIなどのショーに出演。
- 1997年 - ボーカルダンスユニット『CUBE』始動 （橘慶太 所属）。キッズレッスンスタート
- 2000年 - 橘慶太上京。ライジングプロダクションに所属、翌年w-inds.メンバーとしてメジャーデビュー
- 2001年 - 西田奈津美 所属（モー娘。追加メンバーオーディション最終選考国民投票5位）
- 2006年 - NOIR（オフィスノアール）主催『MAKINIGHT』復活（年1回開催）
- 2007年 - 小雪（2代目小雪）所属
- 2008年 - 上間凛子 所属
- 2010年 - 原田ゆか 所属
- 2011年 - 岡部まり、川崎優 所属
- 2013年 - 劇団ルアーノデルモーズ旗揚げ、公演『ボスがイエスマン』を開催
- 2014年 - 渡邊菜々、安陪恭加 所属。アイドルユニット『ヒペリカム』『イブピア』を始動
- 2015年 - 小雪が『ジョンソン・エンド・ジョンソン』全国TVCM放映
- 2016年 - 川崎優は広島銀行のイメージモデル
- 2017年 - ミセスモデル急増に伴い、一般向けビューティーレッスン開催
- 2018年 - 渡邊菜々がタマホームスタジオDJ レギュラー出演。川崎優がFBS『バリはやッ！ZIP!』レギュラー出演
- 2019年 - チェルシーが『第6回日本制服アワード』九州代表大会でグランプリに輝く
- 2020年 - 清水淳平が代表取締役に就任。竹田麻紀は会長に就任。

## 主な所属者

### 女性
- 竹田麻紀
- 岡部まり（業務提携）
- 堤なぎさ
- 小雪
- 葉月
- 川崎優
- 三好美優
- 宮本亜里沙
- 富松藍
- 愛佳
- 杉山エリカ
- 由真
- 栗原萌実
- 前田友香
- 月奈
- カレナ
- MAYUKA
- 今堀奏
- 中畑里捺
- 古田彩仁
- 牧原真由
- 開梢衣
- おとほ

- 果南

- 里村亜希子
- 水田さおり
- 中園洋子
- 佐藤恵美香
- 納戸めぐみ
- 大庭幸代
- 井上アヤ
- 高橋葵
- 水田久美子
- 藤井あけみ

- 朝倉香奈子
- 森葉子
- 青山礼奈
- 山口実恵

- いろは
- 山本萌々華
- 実乃麗

### 男性
- マコヒト
- ナルク
- 幸輝
- 俵大和
- 竹田アルトゥール
- アイラ・アリケン

- 野口幸男
- 三原陽希
- 三原悠
- 山口正悟

- 太田悠資

## 過去の所属者
- 吉瀬美智子（女優）　※現在、芸能事務所『フラーム』所属
- 橘慶太（ダンスボーカルユニット・w-inds.メンバー） ※現在、芸能事務所『ライジングプロダクション』所属
- 橘美緒（ファッションモデル、橘 慶太の実妹）　※現在、芸能事務所『フリップアップ』所属
- 原田ゆか（ファッションモデル）　※現在、『株式会社シックスセンス』所属
- 上間凛子（女優）　※元『ホリ・エージェンシー』所属
- DJ TOMOYA（DJ、音楽プロデューサー）
- 安陪恭加（元HKT48研究生） ※現在、フリーランスで活動
- 白鳥さゆり（シラトリサユリ）（タレント）　※現在、芸能事務所『太田プロダクション』所属

## 業務内容
- モデル・タレント・MCのマネージメント
- パフォーマー派遣・養成
- イベント企画・制作[4]
- ファッションショー企画・演出・構成
- スタイリスト派遣
- 企業及び学校への講師派遣・セミナー
- 一般向けウォーキングスクール